# Atamangebergte
Het Atamangebergte (Russisch: Атамановский хребет; Atamanovski chrebet) is een laaggebergtemassief met een lengte van 68 kilometer in zuidoostelijke richting en een gemiddelde hoogte van 370 tot 420 meter, met een maximum tot ongeveer 550 meter. Het vormt een afgelegen plateauvormige uitloper van het Jenisejgebergte in de Oostelijke Sajan in de Russische kraj Krasnojarsk in het zuiden van Midden-Siberië. Het oppervlak wordt doorsneden door een groot aantal beken en rivieren. Aan westzijde loopt het gebergte geleidelijk aan af naar een vallei aan de oever van de Jenisej. Aan de voet ligt sinds 1950 de gesloten stad Zjeleznogorsk, waarbij zich een ondergronds nucleair complex bevindt.

## Klimaat
Het gebergte bevindt zich in de gematigde landklimaatzone. De gemiddelde luchttemperatuuramplitude (in termen van gemiddelde maandtemperaturen) bedraagt 38°C. Er drijven vaak continentale poolmassa's overheen en soms ook arctische luchtmassa's. Tijdens het hele jaar treden cyclonen op, met name vanuit het zuidwesten (63%). De gemiddelde jaarlijkse luchttemperatuur bedraagt er 1,4°C, de gemiddelde januaritemperatuur -18,8°C en de gemiddelde julitemperatuur +18,3°C. Gemiddeld telt elk jaar er 83 vorstvrije dagen, van 9 juni tot 1 september. De groeiperiode met temperaturen van meer dan +5°C duurt gemiddeld 105 tot 120 dagen.
De gemiddelde jaarlijkse neerslag bedraagt 388 mm. Begin november start de continue sneeuwbedekking en rond half maart smelt de sneeuw weer. De hoogte van de sneeuwbedekking is maximaal 83 cm. Op open plekken is weinig sneeuwbedekking en bevriest de bodem tot een diepte van 130 tot 150 cm.